# Santa Ana de Yusguare
Santa Ana de Yusguare è un comune dell'Honduras facente parte del dipartimento di Choluteca.
La prima attestazione della località come comune autonomo risale al 1887.